# Biskopskulla socken
Biskopskulla socken i Uppland ingick i Lagunda härad, ingår sedan 1971 i Enköpings kommun och motsvarar från 2016 Biskopskulla distrikt.
Socknens areal är 23,42 kvadratkilometer varav 23,32 land. År 2000 fanns här 236 invånare. Landsberga med Landsberga kungsgård samt sockenkyrkan Biskopskulla kyrka ligger i socknen.  

## Administrativ historik
Biskopskulla socken har medeltida ursprung och namnet förekommer första gången 1185 ('Collem'), 1257 skrivet "parrochia Cullum", 1302-1312 skrivet "Biskufskulla", det gamla namnet är alltså Kulla och socknen fick sitt tillägg för att det under medeltiden var biskopsgods.
Vid kommunreformen 1862 övergick socknens ansvar för de kyrkliga frågorna till Biskopskulla församling och för de borgerliga frågorna bildades Biskopskulla landskommun. Landskommunen uppgick 1952 i Lagunda landskommun som 1971 uppgick i Enköpings kommun. Församlingen uppgick 2010 i Lagunda församling.
1 januari 2016 inrättades distriktet Biskopskulla, med samma omfattning som församlingen hade 1999/2000.  
Socknen har tillhört län, fögderier, tingslag och domsagor enligt vad som beskrivs i artikeln Lagunda härad. De indelta soldaterna tillhörde Upplands regemente, Lagunda (Hagunda) kompani och Livregementets dragonkår, Uppsala och Sigtuna skvadron.

## Geografi
Biskopskulla socken ligger nordost om Enköping söder om Örsundaån och sydväst om Örsundsbro. Socknen är en uppodlad slättbygd.
Biskopskulla hade en station längs Uppsala-Enköpings Järnväg som öppnades 14 maj 1912 och lades ned 12 maj 1968.

## Fornlämningar
Från bronsålderns finns spridda gravrösen, skärvstenshögar, cirka 50 mindre hällristningar samt en mängd skålgropsförekomster.. Från järnåldern finns 20 gravfält.

## Namnet
Namnet skrevs 1185 Collem och innehåller kulle med oklar tolkning. Förleden Biskops tillkom redan under medeltiden för att särskilja från (Bond-)Kulla socken.